# Día Mundial del Síndrome de Down
El Día Internacional del Síndrome de Down es una jornada conmemorativa que se celebra anualmente el 21 de marzo desde 2006, reconocida por la  Organización de las Naciones Unidas (ONU) el 19 de diciembre de 2011.

## Historia
El Día Internacional del Síndrome de Down se celebra para concienciar sobre esta condición genética. El origen del término "Down" se remonta a 1866, cuando el doctor británico John Langdon Haydon Down lo utilizó por primera vez para describir las características comunes de las personas con esta condición. Desde entonces, los avances médicos y sociales han mejorado significativamente la calidad de vida y la inclusión de las personas con este síndrome, con muchos alcanzando y superando los 50 años de edad.

## Proclamación
La iniciativa para conmemorar el Día Internacional del Síndrome de Down fue liderada por la Federación Internacional de Síndrome de Down y recibió reconocimiento oficial por la Organización de las Naciones Unidas (ONU) el 19 de diciembre de 2011. Este reconocimiento tuvo como propósito principal aumentar la conciencia sobre esta condición genética, promoviendo la inclusión y la valía de las personas con Síndrome de Down en la sociedad.

## Celebración
El 21 de marzo fue seleccionado para conmemorar este día debido a su significado simbólico: el tercer mes del año representa la trisomía del cromosoma 21, la característica genética del síndrome de Down. Las celebraciones anuales comenzaron en 2006 por iniciativa de la comunidad, pero su primera celebración oficial se realizó en 2012. Esta fecha destaca la importancia de la autonomía, la independencia y la participación activa de las personas con síndrome de Down en la sociedad.
Cada año, se destacan distintos aspectos de este día internacional a través de temas anuales, desde la importancia de la inclusión en la comunidad hasta el fomento de la independencia y la participación en la toma de decisiones.

## Temas
- 2012: Construyendo nuestro futuro[6][7]
- 2013: Derecho al trabajo[8]
- 2014: Salud y bienestar - Acceso e igualdad para todos[9]
- 2015: Mis oportunidades, mis opciones[10][11]
- 2016: Mis amigos, mi comunidad[12][11]
- 2017: Mi voz, mi comunidad[13][11]
- 2018: Lo que aporto a mi comunidad[14]
- 2019: No dejar a nadie atrás[11]
- 2020: Nosotros decidimos[15]
- 2021: Conecta[5]
- 2022: La inclusión importa[16]
- 2023: Con nosotros no para nosotros[17]
- 2024: Acabar con los estereotipos[18]